# Endocythere
Endocythere is een geslacht van kreeftachtigen uit de klasse van de Ostracoda (mosselkreeftjes).

## Soorten
- Endocythere granata Hu & Tao, 2008
- Endocythere hamburgia Hu & Tao, 2008
- Endocythere tikushiosa Hu & Tao, 2008